# مرداد ۱۳۸۴
| ۱۵ مرداد: رابین کوک سیاست‌مدار انگلیسی ۱۱ مرداد: شیخ فضل‌الله نوری ۱۰ مرداد: ملک فهد پنجمین پادشاه عربستان ۸ مرداد: بلاش اول شاه اشکانی ۷ مرداد: ونسان ونگوگ نقاش هلندی ۵ مرداد: محمد رضا شاه پهلوی |

## ۳۱ مرداد،۱۳۸۴(دوشنبه)
برابر با: ۲۲ اوت، ۲۰۰۵
- پس از  ۵۰سال، نخستین قانون اساسی دائم عراق تدوین شد. (ایرنا)
- اخوان المسلمین از پیروان خود خواست به حسنی مبارک رأی ندهند. (ایرنا)
- نیروهای امنیتی مصر بیش از ۲۰۰ مظنون را در شمال شبه‌جزیرهٔ سینا توقیف کردند. (ایرنا)
- اعضای شبکهٔ حمله‌کننده به «بندر عقبه»ی اردن شناسایی شدند. (ایرنا)
- ارتش هند در مرز بنگلادش به حال آماده‌باش در آمد. (ایرنا)
- کاسترو و چاوز آمریکا را به تخریب جهان متهم کردند. (ایرنا)
- اندونزی یک هزار و سیصد نظامی را از استان «آچه» خارج کرد. (ایرنا)
- سمینار «نرم‌افزار کنترل تهدیدهای اینترنتی و فیلترینگ» در هتل سیمرغ تهران برگزار شد. (ایرنا)
- سه کشور آسیایی، شبکهٔ نظارت مشترک اینترنتی ایجاد می‌کنند. (ایرنا)

## ۳۰ مرداد،۱۳۸۴(یکشنبه)
برابر با: ۲۱ اوت، ۲۰۰۵
- بررسی رأی اعتماد به وزیران پیشنهادی در مجلس آغاز شد. (ایرنا)[پیوند مرده]
- متن پیش‌نویس قانون اساسی جدید عراق امروز به مجمع ملی این کشور تسلیم می‌شود. (ایرنا)
- سخنگوی دولت عراق از اجرای حکم اعدام در این کشور دفاع کرد. (ایرنا)
- آمریکا ۲۵ میلیون دلار برای رشد دمکراسی در تاجیکستان اختصاص داد. (ایرنا)
- درگیری شهرک‌نشین‌های صهیونیست با سربازان ارتش اسرائیل در شهرک سانور (ایرنا)
- فضاپیمای دیسکاوری به خانهٔ خود در فلوریدا باز می‌گردد. (ایرنا)
- ذخیرهٔ پرتوهای خورشید تابستانی برای ذوب یخ و برف جاده‌ها در زمستان (ایرنا)
- گوگل و یاهو محبوب‌ترین موتورهای جستجوی اینترنتی (ایرنا)

## ۲۹ مرداد،۱۳۸۴(شنبه)
برابر با: ۲۰ اوت، ۲۰۰۵
- نشست مجلس برای بررسی رأی اعتماد به وزیران پیشنهادی فردا آغاز می‌شود. (ایرنا)
- اسلام، منبع اصلی قانون اساسی عراق خواهد بود. (ایرنا)
- نمایندگان مسلمانان آلمان از درخواست پاپ برای اتحاد در برابر تروریسم استقبال کردند. (ایرنا)
- عبدالسلام صدیقی، عامل اصلی ترور نافرجام مشرف اعدام شد. (ایرنا)
- اکثر نمایندگان کنگرهٔ آمریکا طرفدار خروج نظامیان این کشور از عراق هستند. (ایرنا)
- به دنبال انفجارهای متعدد و دعوت احزاب مخالف دولت، اعتصاب سراسری بنگلادش را فرا گرفت. (ایرنا)
- خانوادهٔ شهروند مقتول برزیلی خواستار استعفای رئیس پلیس لندن شدند. (ایرنا)
- بیماری جنون گاوی به گوسفندهای انگلیسی نیز سرایت کرد. (ایرنا)
- اینتل اینترنت پرسرعت و بی‌سیم «وای‌مکس» را در ۱۰۰ شهر مختلف جهان راه‌اندازی می‌کند. (ایرنا)[پیوند مرده]

## ۲۸ مرداد،۱۳۸۴(آدینه)
برابر با: ۱۹ اوت، ۲۰۰۵
- آصفی: از ارجاع پروندهٔ ایران به شورای امنیت هراسی نداریم.(ایرنا)
- رادیو عراق از بازداشت ۸۵ تروریست و شبه‌نظامی در موصل خبر داد. (ایرنا)
- سه موشک از خاک اردن به سوی بندر عقبه و یک شهر اسرائیل پرتاب شدند. (ایرنا)
- ژاپن درصدد ارائهٔ یک قطعنامهٔ جدید در خصوص افزایش اعضای شورای امنیت است. (ایرنا)
- صادرات نفت اکوادور متوقف شد. (ایرنا)
- پیکرهای نظامیان اسپانیایی کشته شده در افغانستان به مادرید انتقال یافتند. (ایرنا)
- فضانورد روس رکورددار راهپیمایی در فضا شد. (ایرنا)
- گردشگران ژاپنی می‌توانند به فضا بروند. (ایرنا)

## ۲۷ مرداد،۱۳۸۴(پنجشنبه)
برابر با: ۱۸ اوت، ۲۰۰۵
- درآمد سالانهٔ نفت امسال ایران به بیش از ۴۰ میلیارد دلار خواهد رسید. (ایرنا)
- نیروهای امنیتی عربستان با افراد مسلح در شهر مدینه درگیر شدند. (ایرنا)
- منشی «عدی» پسر صدام دستگیر شد. (ایرنا)[پیوند مرده]
- انتقاد وزیرخارجهٔ عراق از کشورهای همجوار (ایرنا)
- محاکمهٔ جنجالی معاون پیشین رئیس‌جمهوری آفریقای جنوبی وارد دور تازه‌ای شد. (ایرنا)
- بازی‌های جهانی دانشجویان- ایران در رده‌بندی مدال‌ها، چهاردهم است. (ایرنا)

## ۲۶ مرداد،۱۳۸۴(چهارشنبه)
برابر با: ۱۷ اوت، ۲۰۰۵
- انتشار جزئیات تازه‌ای از قتل جوان برزیلی پلیس انگلیس را در فشار قرار داد. (ایرنا)
- اسناد محرمانهٔ هشدار به دولت کلینتون در سال ۱۹۹۶ در مورد بن‌لادن کشف شد. (ایرنا)
- شمار تلفات ناشی از انفجارها در بغداد دست‌کم به ۴۳ تن رسید. (ایرنا)
- انفجار هم‌زمان ۲۰۰ بمب کوچک در بنگلادش یک کشته و ۳۸ زخمی بر جای گذاشت. (ایرنا)
- یهودیان در نوار غزه و کرانه باختری در حال ترک سکونتگاه‌های خود هستند. (ایرنا)
- رکورد طولانی‌ترین مدت حضور انسان در فضا توسط فضانورد روس شکسته شد. (ایرنا)
- تلاش آمریکا برای تولید نسل تازهٔ سلاح‌های بی‌حس‌کننده (ایرنا)
- ساخت باتری که با ادرار کار می‌کند. (ایرنا)

## ۲۵ مرداد،۱۳۸۴(سه‌شنبه)
برابر با: ۱۶ اوت، ۲۰۰۵
- برنامهٔ دولت نهم ایران منتشر شد. (ایرنا)
- نامهٔ اعتراض‌آمیز رهبران مسلمانان انگلیس به «تونی بلر» (ایرنا)
- بیست و هشت تن از نیروهای طالبان در جنوب افغانستان کشته شدند. (ایرنا)
- نسل اروپایی‌ها در آینده منقرض می‌شود. (ایرنا)
- درگیری‌های تازه در کلمبیا دستکم ۱۲ کشته بر جای گذاشت. (ایرنا)
- تحقیقات دانشمندان پیرامون اینکه آیا آتلانتیس هم طعمه سونامی شده‌است یا خیر؟ (ایرنا)
- ناحیهٔ مربوط به پشیمانی در مغز کشف شد. (ایرنا)
- تلاش تازهٔ دانشمندان برای ساختن واکسن ایدز از خون تمساح (ایرنا)

## ۲۴ مرداد،۱۳۸۴(دوشنبه)
برابر با: ۱۵ اوت، ۲۰۰۵
- متن کامل میثاق اعضای هیأت دولت و رئیس‌جمهور جدید ایران (ایرنا)
- سکوت آژانس بین‌المللی انرژی اتمی دربارهٔ منشأ آلودگی سانتریفیوژهای ایران (ایرنا)
- هوگو چاوز، آمریکا را تهدید به قطع صادرات نفت کرد. (ایرنا)
- یک آموزگار و شاگردانش به خاطر قرائت قرآن در چین بازداشت شدند. (ایرنا)
- نخست‌وزیر ژاپن از سیاست کشورگشایی کشورش در گذشته پوزش خواست. (ایرنا)
- اجساد  ۱۱۹تن از قربانیان هواپیمای ساقط شدهٔ قبرسی پیدا شد. (ایرنا)
- ویروس رایانه‌ای جدید و سریع «زوتاب» در اینترنت شناسایی شد. (ایرنا)

## ۲۳ مرداد،۱۳۸۴(یکشنبه)
برابر با: ۱۴ اوت، ۲۰۰۵
- احمدی نژاد کابینهٔ خود را به مجلس معرفی کرد. (ایرنا)
- آمریکا می‌گوید که موج سوم حملات القاعده به انگلیس و آمریکا در راه است. (ایرنا)
- در جریان سقوط یک هواپیمای قبرسی، ۱۲۱ نفر کشته شدند. (ایرنا)
- القاعده شرکت‌کنندگان در همه‌پرسی قانون اساسی در عراق را تهدید به مرگ کرد. (ایرنا)
- اخوان المسلمین علیه رژیم حسنی مبارک تظاهرات کردند. (ایرنا)
- صربستان هفت جنایتکار جنگی را محاکمه می‌کند. (ایرنا)
- در جریان المپیاد جهانی دانشجویان، «هادی حبیبی» به فینال رسید. (ایرنا)
- کشف روشی علیه ویروس مخفی ایدز (ایرنا)
- با پایان عمر «پنتیوم ۴» اینتل نسل جدید پردازنده‌های خود را معرفی می‌کند. (ایرنا)

## ۲۲ مرداد،۱۳۸۴(شنبه)
برابر با: ۱۳ اوت، ۲۰۰۵
- برای «احمدی نژاد» ویزای سفر به آمریکا صادر می‌شود. (ایرنا)
- کشمکش در خانهٔ احزاب ایران. (ایرنا)
- لایحهٔ حمایت از حریم خصوصی تقدیم مجلس شورای اسلامی شد. (ایرنا)
- آمریکا با آذربایجان و قزاقستان در امور حراست دریای خزر همکاری می‌کند. (ایرنا)
- وزیر بهداشت ایران اعلام کرد که ۱۹۹ بیمار مبتلا به وبا در کشور شناسایی شدند. (ایرنا)
- تیم ملی فوتبال ایران، کوالالامپور را به قصد توکیو ترک کرد. (ایرنا)
- پیروزی (۵-۲) تیم بایرن مونیخ با «علی کریمی» مقابل بایر لورکوزن. کریمی یک گل زد. (ایرنا)
- سایت «ناسا» توسط یک گروه ایرانی هک شد. (ایرنا)

## ۲۱ مرداد،۱۳۸۴(آدینه)
برابر با: ۱۲ اوت، ۲۰۰۵
- گزارش محرمانهٔ دولت آمریکا، ادعا علیه «احمدی نژاد» را بی‌اعتبار خواند. (ایرنا)
- آیین تدفین وزیر خارجهٔ سابق انگلیس «رابین کوک» با انتقاد از "تونی بلر" برگزار شد. (ایرنا)
- انگلیس صادرات فناوری هسته‌ای به هند را تسهیل کرد. (ایرنا)
- القاعده چهرهٔ جدیدی به خود گرفته‌است. (ایرنا)
- در پی کشته شدن وزیر خارجهٔ سریلانکا، در این کشور حالت فوق‌العاده اعلام شد. (ایرنا)
- کره جنوبی چند میلیون زندانی را عفو می‌کند. (ایرنا)
- روزانه ۳۰ هزار کودک بر اثر فقر، جان خود را از دست می‌دهند. (ایرنا)
- ۵۰ خودرو در تهران طعمه حریق شدند. (ایرنا)
- با برگزاری مراسم افتتاح، بازی‌های ورزشی دانشجویان جهان رسماً آغاز شد. (ایرنا)

## ۲۰ مرداد،۱۳۸۴(پنجشنبه)
برابر با: ۱۱ اوت، ۲۰۰۵
- نشست اضطراری شورای حکام با تصویب قطعنامه‌ای دربارهٔ ایران پایان یافت. (ایرنا) متن قطع‌نامه: (ایرنا) بیانیهٔ جنبش عدم تعهد: (ایرنا)
- نمایندهٔ انگلیس: توقف فعالیت تأسیسات اصفهان شرط از سرگیری مذاکرات است. (ایرنا)
- گزارش «کشتار سیک‌ها درسال ۱۳۶۳» باعث استعفای دو مقام حزب کنگرهٔ هند شد. (ایرنا)
- پاکستان به دارندگان موشک کروز پیوست. (ایرنا)
- «گونتر نتزر»:«کریمی» همهٔ حواس‌های کارشناسان را به خود جلب کرده‌است. (ایرنا)
- مسابقات والیبال جوانان جهان - تیم ایران در عین شایستگی مقابل برزیل شکست خورد. (ایرنا)
- سفر به ماه با بلیت ۱۰۰ میلیون دلاری. (ایرنا)
- گام تازه‌ای برای تولید مدارهای الکترونیک مولکولی. (ایرنا)

## ۱۹ مرداد،۱۳۸۴(چهارشنبه)
برابر با: ۱۰ اوت، ۲۰۰۵
- سیل به ۷۰ روستای شهرستان کلاله خسارت وارد کرد. (ایرنا)
- متن پیش‌نویس قطعنامهٔ پیشنهادی سه کشور اروپایی به شورای حکام دربارهٔ ایران. (ایرنا)
- فک پلمب مجتمع اصفهان عصر امروز انجام شد. (ایرنا)
- جنبش عدم تعهد برای صرف نظر کردن اروپا از صدور قطعنامه علیه ایران تلاش می‌کنند. (ایرنا)
- نیروهای آمریکا از شهر نجف اشرف خارج می‌شوند. (ایرنا)
- یک منبع آذری: پنتاگون ۱۳۰ میلیون دلار برای ایجاد سیستم محافظ خزر تخصیص داد. (ایرنا)
- ماهوارهٔ مصباح امکان دریافت و بازگشت اطلاعات را با سرعت بالا فراهم می‌کند. (ایرنا)
- یک روستای ما قبل تاریخ در ایتالیا سر از آب بیرون آورد. (ایرنا)
- دانشمندان چینی از طریق شبیه‌سازی، یک خوک تولید کردند. (ایرنا)
- موتور جستجوی یاهو ۲۰ میلیارد صفحه و عکس اینترنتی را فهرست کرده‌است. (ایرنا)

## ۱۸ مرداد،۱۳۸۴(سه‌شنبه)
برابر با: ۹ اوت، ۲۰۰۵
- ایران آمادگی خود برای ادامهٔ بدون پیش‌شرط مذاکرات با اتحادیهٔ اروپا را اعلام کرد. (ایرنا)
- آژانس بین‌المللی انرژی اتمی مذاکره با ایران را از سر می‌گیرد. (ایرنا)
- آمریکا دربارهٔ صدور روادید برای «احمدی‌نژاد» موضع مبهمی اتخاذ کرده‌است. (ایرنا)
- روسیه از ایران خواست غنی‌سازی اورانیوم را متوقف کند. (ایرنا)
- امدادگران چینی امیدی به نجات ۱۰۲ معدنچی گرفتار در عمق زمین ندارند. (ایرنا)
- طرح پیشنهادی تشکیل دادگاه‌های سری مظنونین به تروریسم در انگلیس. (ایرنا)
- فضاپیمای دیسکاوری به زمین نشست. (ایرنا)
- تودهٔ ۱۴ کیلوگرمی از شکم یک زن در بناب خارج شد. (ایرنا)

## ۱۷ مرداد،۱۳۸۴(دوشنبه)
برابر با: ۸ اوت، ۲۰۰۵
- ایران به دلیل نادیده گرفته‌شدن حق خود، غیرقابل قبول‌بودن طرح اروپا را به‌طور رسمی ابلاغ کرد. (ایرنا)
- فعالیت بخش‌هایی از تأسیسات اصفهان آغاز شد. (ایرنا)
- اروپایی‌ها پیش‌نویس قطعنامهٔ پیشنهادی خود دربارهٔ ایران را تغییر می‌دهند. (ایرنا)
- کابینهٔ ژاپن با انحلال مجلس نمایندگان این کشور موافقت کرد. (ایرنا)
- فرانسه نسبت به بمب‌گذاری‌های لندن توسط عوامل پاکستانی هشدار داده بود. (ایرنا)
- بهای نفت در بازارهای جهانی به یک رکورد جدید دست یافت. (ایرنا)
- فرود «دیسکاوری» با ۹۰ دقیقه تأخیر انجام خواهد شد. (ایرنا)
- بالاترین نرخ رشد کاربر اینترنت در خاورمیانه متعلق به سوریه و ایران است. (ایرنا)
- «توشیبا» و «کلارینت» دیسک‌های «دی‌وی‌دی» ۳۰ گیگابایتی تولید می‌کنند. (ایرنا)

## ۱۶ مرداد،۱۳۸۴(یکشنبه)
برابر با: ۷ اوت، ۲۰۰۵
- آصفی: ایران تا فردا پاسخ اروپا را ارائه می‌دهد. (ایرنا)
- پسر هاشمی رفسنجانی از وزارت نفت استعفا کرد. (بی‌بی‌سی)
- خاتمی به ریاست شورای مرکزی مجمع روحانیون مبارز انتخاب شد. (ایرنا)
- در ادامهٔ ناآرامی‌ها در شهرهای کردنشین ایران، امروز در اکثر این شهرها اعتصاب برقرار بود. (بی‌بی‌سی)
- حمایت آمریکاییان از«جرج بوش» به پایین‌ترین حد رسید. (ایرنا)
- نتانیاهو به دلیل خروج اسرائیل از نوار غزه استعفا داد. (بی‌بی‌سی)
- گاردین: عربستان قبل‌از بمب‌گذاری‌های اخیر لندن به انگلیس هشدار داده بود. (ایرنا)
- خواندن فکر انسان‌ها از طریق تصویربرداری مغزی. (ایرنا)
- مصرف بالای شیر زمینه‌ساز ابتلا به سرطان تخمدان است. (ایرنا)
- گزارش ویروس‌های اینترنتی در هفته‌ای که گذشت. (ایرنا)

## ۱۵ مرداد،۱۳۸۴(شنبه)
برابر با: ۶ اوت، ۲۰۰۵
- رئیس جمهوری جدید ایران آیین تحلیف را به جای آورد. (ایرنا)
- سخنگوی وزارت امور خارجه: طرح اروپایی‌ها قابل پذیرش نیست. (ایرنا)
- نکات اصلی پیشنهادهای اتحادیهٔ اروپا به ایران (ایرنا)
- انگلیس خواستار آزادی «اکبر گنجی» شد. (ایرنا)
- «رابین کوک» وزیر امور خارجهٔ سابق انگلیس درگذشت. (ایرنا)
- نیوز پاکستان: اسلام‌آباد مدل جدید موشک اتمی را آزمایش می‌کند. (ایرنا)
- «دیسکاوری» برای بازگشت به زمین از ایستگاه فضایی جدا شد.
- یک ادعای جنجال‌برانگیز و انقلابی در زمینهٔ سلول‌های بنیادین. (ایرنا)
- چسب زخم هوشمند وارد بازار می‌شود. (ایرنا)
- ویروس ویندوز ویستا یک روزه نوشته شد. (ایرنا)

## ۱۴ مرداد،۱۳۸۴(آدینه)
برابر با: ۵ اوت، ۲۰۰۵
- خبرگزاری فرانسه: مقامات اروپایی پیشنهادهای خود را تحویل ایران دادند. (ایرنا)
- جزئیاتی از طرح پیشنهادی اتحادیهٔ اروپا به ایران فاش شد. (ایرنا) (بی‌بی‌سی)
- شورای حکام روز سه‌شنبه دربارهٔ ایران نشست فوق‌العاده دارد. (ایرنا)
- فرانسه ۴۰۰ نظامی و شش هواپیمای «میراژ» در تاجیکستان مستقر کرد. (ایرنا)
- مفتی چچن روسیه علیه وهابیها اعلام جهاد کرد. (ایرنا)
- هفت ملوان روسی در یک زیردریایی در اعماق دریا گرفتار شدند. (ایرنا)
- ربات رفته‌گر صنعتی توسط یک دانشجوی دانشگاه آزاد دزفول ساخته شد. (ایرنا)
- مسابقات پرورش اندام قهرمانی ایران با قهرمانی تیم تهران به پایان رسید. (ایرنا)
- شواهد تازه درتائید نظریهٔ انقراض ۶۰ درصد حیوانات در نیم میلیارد سال قبل (ایرنا)

## ۱۳ مرداد،۱۳۸۴(پنجشنبه)
برابر با: ۴ اوت، ۲۰۰۵
- آیین تحلیف حکم ریاست جمهوری ایران روز شنبه برگزار می‌شود. (ایرنا)
- مراسم پرده‌برداری از ماهوارهٔ مصباح در تهران برگزار شد. (ایرنا)
- وزیر ارتباطات: ایران به ۱۲ کشور دارای دانش ساخت ماهواره پیوست. (ایرنا)
- کیکر، کریمی را برندهٔ اصلی اردوهای تدارکاتی تیم بایرن‌مونیخ معرفی کرد. (ایرنا)
- اتحادیهٔ اروپا خواستار نشست فوق‌العادهٔ آژانس بین‌المللی انرژی اتمی شد.(ایرنا)
- نخستین متهم بمب‌گذاری‌های لندن به حکم دادگاه به زندان رفت. (ایرنا)
- جانشین «گارانگ» به عنوان معاون رئیس جمهوری سودان برگزیده شد. (ایرنا)
- «موساد» در ربودن سفیر مصر در عراق دست داشته‌است. (ایرنا)
- رزمایش مشترک اوکراین، آمریکا، گرجستان و آذربایجان آغاز شد. (ایرنا)

## ۱۲ مرداد،۱۳۸۴(چهارشنبه)
برابر با: ۳ اوت، ۲۰۰۵

- تنفیذ حکم ریاست جمهوری محمود احمدی‌نژاد امروز برگزار شد. (ایرنا)
- مدیرعامل ایرنا استعفا داد. (بی‌بی‌سی)
- دست کم ۲۰ تن در برخوردهای شب گذشته در «خارطوم» کشته شدند. (ایرنا)
- سوییس ۱۶۰ دستگاه تانک زرهی دیگر به عراق می‌فروشد. (ایرنا)
- عملیات بی‌سابقهٔ فضاپیمای دیسکاوری در مدار زمین انجام شد. (ایرنا)
- اپرای زرتشت به روی صحنه رفت. (بی‌بی‌سی)
- بقایای بیش از ۳۵۰ جنین در بیمارستانی در پاریس کشف شد. (ایرنا)
- مایکروسافت می‌خواهد میزبان بزرگ‌ترین همایش سلاطین هک شود. (ایرنا)

## ۱۱ مرداد،۱۳۸۴(سه‌شنبه)
برابر با: ۲ اوت، ۲۰۰۵
- دوران ریاست جمهوری خاتمی امروز پایان می‌یابد. (ایرنا)
- یک بمب صوتی در تهران منفجر شد. (ایرنا)
- اعتصاب غذای شماری ازاهالی مطبوعات در حمایت از اکبر گنجی (ایرنا)
- ملک فهد، پادشاه سابق عربستان سعودی به خاک سپرده شد. (ایرنا)
- محافظه‌کاران خواستار خروج انگلیس از کنوانسیون حقوق بشر اروپایی شدند. (ایرنا)
- سی‌ان‌ان: ناآرامی‌ها در سودان خاتمه یافت. (ایرنا)
- «جان بولتون» نمایندهٔ آمریکا در سازمان ملل متحد شد. (ایرنا)
- فرانسیس فوکویاما: بیشتر کشورهای عضو سازمان ملل متحد نظام مردم‌سالاری ندارند. (ایرنا)
- تایوان نام نهاد حکومتی این جزیره را تغییر داد. (ایرنا)
- شرکت‌های آمریکایی، سرمایه‌های خود را از اروپا خارج می‌کنند. (ایرنا)
- شکست تلاش‌ها برای توقف انتشار اطلاعات ایرادهای امنیتی زیرساخت‌های اینترنت.(ایرنا)
- «دسک‌بار» اسلحهٔ جدید «گوگل» در مقابل رقیبان است. (ایرنا)

## ۱۰ مرداد،۱۳۸۴(دوشنبه)
برابر با: ۱ اوت، ۲۰۰۵
- آصفی (سخنگوی وزارت خارجهٔ ایران): امروز آخرین مهلت برای ارائهٔ پیشنهاد اروپایی‌هاست. (ایرنا)
- نامهٔ ایران تحویل آژانس بین‌المللی انرژی اتمی شد. (ایرنا) بخشی از نامه را در اینجا بخوانید.(ایرنا)
- ملک فهد پادشاه عربستان سعودی درگذشت (ایرنا) (بی‌بی‌سی) و شاهزاده عبدالله بن عبدالعزیز جای وی را گرفت. (ایرنا)
- یک مقام عراقی: قانون اساسی دائم عراق، ۲۴ مرداد تصویب می‌شود. (ایرنا)
- سرنوشت نامعلوم معاون رئیس‌جمهوری سودان-جان گارانگ (بی‌بی‌سی)
- زیمبابوه: زمین فقط برای سیاهپوستان است. (ایرنا)
- ژاپن جنگ فولاد علیه آمریکا را آغاز کرد. (ایرنا)
- جسد ۹ نوزاد در آلمان کشف شد. (ایرنا)
- آزمایش کپسول داروی سنتی چین برای درمان ایدز آغاز شد. (ایرنا)
- شاهدان عینی از فرود یک بشقاب پرنده در روسیه می‌گویند. (ایرنا)
- امروز اولین مرکز دادهی اینترنتی بخش خصوصی در ایران افتتاح شد. (ایرنا) (اظهارات یک مسئول دربارهٔ این مرکز) (ایرنا)
- سرمایه‌گذاری یک میلیارد و  ۸۰۰میلیون دلاری چین برای بازی‌های اینترنتی (ایرنا)

## ۹ مرداد،۱۳۸۴(یکشنبه)
برابر با: ۳۱ ژوئیه، ۲۰۰۵
- سخنگوی وزارت خارجهٔ ایران: اگر اروپا طرح خود را تا فردا ندهد، فعالیت تأسیسات اصفهان را آغاز می‌کنیم. (ایرنا)
- انگلیس نسبت به از سرگیری فعالیت هسته‌ای ایران هشدار داد. (ایرنا)
- تعداد کشته‌های سیل شهرستان کلاله در استان گلستان به  ۲۷نفر رسید. (ایرنا)
- شیرین عبادی سخنان معاون دادسرای تهران را تکذیب کرد. (ایرنا)
- نگاه بی‌بی‌سی به تغییرات اجتماعی جامعهٔ ایران در دوران خاتمی. (ایرنا)
- معاون بانک مرکزی ایران:شبکهٔ بانکی ایران به شبکهٔ بانکی حوزهٔ خلیج فارس می‌پیوندد.(ایرنا)
- نقش جنگ عراق در انفجارهای اخیر لندن برجسته‌تر شد. (ایرنا)
- اعتراض‌ها در مورد سیاست «شلیک کن و بکش» در انگلیس افزایش یافت. (ایرنا)
- درمان سرطان از طریق اشعهٔ ایکس! (ایرنا)
- نگاهی به ویروس‌های اینترنتی هفتهٔ اول مرداد ماه. (ایرنا)
- تولد تینا غضنفری اسطوره اخلاق معاصر

## ۸ مرداد،۱۳۸۴(شنبه)
برابر با: ۳۰ ژوئیه، ۲۰۰۵
- انگلیس تعیین هرگونه تاریخ دقیق برای ارائهٔ پیشنهادها به ایران را رد کرد.(ایرنا)
- شمار تلفات عملیات انتحاری در ربیعه، سوریهی عراق به  ۴۸کشته رسید.(ایرنا)
- وکیل عراقی: صدام از سوی یک شهروند عراقی مضروب شد.(ایرنا)
- فضاپیمای دیسکاوری، به ایستگاه فضایی بین‌المللی پیوست. (ایرنا)
- روزنامهٔ هنگ کنگی: کودکان چینی به اجبار در کارخانه‌ها کار می‌کنند. (ایرنا)
- یک استاد آلمانی، موسیقی سنتی ایران را معنوی‌ترین موسیقی شرقی خواند. (ایرنا)
- کشف دهمین سیارهی گردنده به دور خورشید، تائید شد. (ایرنا)
- مصوبهٔ کاهش تعرفه‌های پهنای باند اینترنت نهایی شد.(ایرنا)
- عوارض منفی کنترل آمریکا بر شبکهٔ جهانی اینترنت (ایرنا)
- علت خطرناک بودن استفاده از تلفن همراه در هنگام رانندگی کشف شد. (ایرنا)

## ۷ مرداد،۱۳۸۴(آدینه)
برابر با: ۲۹ ژوئیه، ۲۰۰۵
- هشدار همسر اکبر گنجی: روزنامه‌نگار زندانی در آستانهٔ 'مرگ'(بی‌بی‌سی)
- یک روزنامهٔ اتریشی، فقر و استبداد در دوره پهلوی دوم را گسترده خواند.(ایرنا)
- در مسابقات کشتی فرنگی قهرمانی نوجوانان آسیا، ایران نایب قهرمان شد.(ایرنا)
- ایران، فاتح مسابقه‌های فوتبال نونهالان غرب آسیا شد.(ایرنا)
- چهار مظنون بمب‌گذاری‌های نافرجام لندن بازداشت شدند.(بی‌بی‌سی)
- مقامات آمریکایی میلیون‌ها دلار در عراق اختلاس کرده‌اند.(ایرنا)
- رئیس پلیس انگلیس اعلام کرد: سیاست «شلیک به قصد کشتن» ادامه می‌یابد.(ایرنا)
- روزنامهٔ اسرائیلی «یدیعوت آحرونوت»:نظامیان اسراییلی برای حمله به فلسطینی‌ها از سگ‌های درنده استفاده می‌کنند. (ایرنا)
- اندوختهٔ ارزی بانک مرکزی ترکیه به بیش از  ۴۰/۸میلیارد دلار رسید.(ایرنا)
- شمار کشته‌شدگان سیل در هند از مرز  ۸۰۰نفر گذشت.(ایرنا)
- کشف راز افزایش طول عمر انسان توسط پژوهشگران ایتالیایی (ایرنا)

## ۶ مرداد،۱۳۸۴(پنجشنبه)
برابر با: ۲۸ ژوئیه، ۲۰۰۵
- «میشاییل بالاک» :«علی کریمی» می‌تواند بازی‌ساز بایرن مونیخ شود.(ایرنا)
- پاکستان دست داشتن اتباع این کشور در انفجارهای لندن و شرم‌الشیخ را تکذیب کرد.(ایرنا)
- دستگاه امنیتی انگلیس ارتباط بمب‌گذاری‌های لندن با عراق را تأیید کرد.(ایرنا)
- اکثر آمریکایی‌ها معتقدند که بوش آن‌ها را در جنگ عراق گمراه کرده‌است. (ایرنا)
- «ارتش جمهوریخواه ایرلند» به مبارزهٔ مسلحانهٔ خود پایان داد.(ایرنا)
- مقام سابق حزب کمونیست چین به جرم رشوه‌خواری به مرگ محکوم شد. (ایرنا)
- شیوع یک بیماری ناشناخته در چین (ایرنا)
- جراح هندی یک غدهٔ استخوانی  ۱۶/۵کیلوگرمی را از بدن بیمار خارج کرد.(ایرنا)
- روسیه آمادگی خود را برای کمک به خدمهٔ فضاپیمای دیسکاوری اعلام کرد.(ایرنا)
- بی‌بی‌سی به بلاگرهای شخصی مجوز استفاده از برنامه‌های این شبکه را داد.(ایرنا)

## ۵ مرداد،۱۳۸۴(چهارشنبه)
برابر با: ۲۷ ژوئیه، ۲۰۰۵
- خرازی: اگر پیشنهاد اروپا راضی‌کننده نباشد، فعالیت اصفهان را شروع می‌کنیم.(ایرنا)
- تاکنون  ۲۰۳گور دسته‌جمعی از اجساد مخالفان رژیم صدام در عراق کشف شده‌است.(ایرنا)
- بزرگ‌ترین حوزهٔ نفتی هند دچار حریق شد. (ایرنا)
- گزارش سال  ۲۰۰۴آژانس بین‌المللی انرژی اتمی منتشر شد.(ایرنا)
- پلیس انگلیس به قاتل یک شهروند برزیلی پاداش داد. (ایرنا)
- دو دیپلمات الجزایری در عراق به قتل رسیدند.(ایرنا)
- قاتل فیلمساز هلندی به حبس ابد محکوم شد. (ایرنا)
- صدور حکم مجازات بزرگ‌ترین باند «کودک آزار» در فرانسه (ایرنا)
- ۱۳۰۰گونه گیاه دارویی منحصر به فرد در ایران وجود دارد (ایرنا)
- برای نخستین بار ویروس «اچ آی وی» در چشمان بیمار ایدزی در چین کشف شد.(ایرنا)
- روسیه بهره‌برداری سوخت از کرهٔ ماه را در دست بررسی دارد. (ایرنا)
- «ویندوز ویستا»(لانگ‌هورن) سرانجام از راه رسید.(ایرنا)

## ۴ مرداد،۱۳۸۴(سه‌شنبه)
برابر با: ۲۶ ژوئیه، ۲۰۰۵
- مردم تهران برای مشخص شدن وضعیت چهار دیپلمات ایرانی، تومار امضا کردند.(ایرنا)
- اوکراین از ایران خواست عملیات احداث خط لولهٔ گاز را آغاز کند.(ایرنا)
- ریزماهوارهٔ ایران با موشک روسیه در مدار زمین قرار می‌گیرد.(ایرنا)
- تلاش سازمان ملل برای مصون نگاه داشتن کودکان از گزند جنگ (بی‌بی‌سی)
- «بلر» به پرسش‌های خبرنگاران دربارهٔ تروریسم پاسخ داد.(ایرنا)
- در  ۲۴ساعت گذشته  ۹سرباز روس در چچن کشته شدند.(ایرنا)
- بخش‌هایی از مغز انسان در لحظهٔ پلک‌زدن چشم خاموش می‌شود.(ایرنا)
- حملهٔ ابرموش‌ها به مرغ‌های دریایی زنده.(ایرنا)
- فضاپیمای دیسکاوری به مدار زمین پرتاب شد.(ایرنا)
- نقشه‌های ماهواره‌ای گوگل و مایکروسافت، جام‌جهان‌نما در رایانه‌های کاربران.(ایرنا)
- جشن بین‌المللی اینترنت پرسرعت در اسپانیا آغاز شد.(ایرنا)

## ۳ مرداد،۱۳۸۴(دوشنبه)
برابر با: ۲۵ ژوئیه، ۲۰۰۵
- دانش‌آموزان ایرانی، در سی‌وهفتمین المپیاد جهانی شیمی، مقام سوم را کسب کردند.(ایرنا)
- پروندهٔ «زهرا کاظمی» در دادگاه تجدیدنظر استان تهران رسیدگی شد.(ایرنا)
- یک دانشجوی ایرانی جایزه بهترین دانشجوی خارجی در آلمان را کسب می‌کند.(ایرنا)
- فرودگاه «نجف» عراق توسط متخصصان ایرانی ساخته می‌شود.(ایرنا)
- آخرین نتایج تحقیقات در مورد انفجارهای «شرم‌الشیخ» مصر(ایرنا)
- پلیس انگلیس در جستجوی مظنون پنجم بمب‌گذاری‌های اخیر لندن(ایرنا)
- موتورسوار ایرانی، رکورد جهانی پرش با موتور را می‌شکند.(ایرنا)
- شمارش معکوس  ۱۱۰۰روز تا شروع بازی‌های المپیک  ۲۰۰۸پکن(ایرنا)
- یک پروانه، رمز تکامل موجودات زنده را فاش می‌کند.(ایرنا)
- سایت «اورکات» فیلتر شد.(ایرنا)
- ژاپن سریعترین ابررایانهی جهان را می‌سازد.(ایرنا)

## ۲ مرداد،۱۳۸۴(یکشنبه)
برابر با: ۲۴ ژوئیه، ۲۰۰۵
- «الهه کولایی» امروز در دادسرای کارکنان دولت حاضر شد.(ایرنا)
- شیرین عبادی: اعتصاب غذای گنجی ادامه دارد.(ایرنا)
- درسانحهٔ رانندگی در محور سمنان، دامغان  ۲۳نفر مجروح شدند.(ایرنا)
- کشتی‌گیران پیشکسوت ایران طلاهای بلگراد را درو کردند.(ایرنا)
- درارتباط با انفجارهای شرم‌الشیخ  ۳۵نفردستگیر شدند.(ایرنا)
- گروگانگیران در چچن، دو تن از پنج گروگان خود را کشتند.(ایرنا)
- «مصائب مسیح» موجب حذف برخی صحنه‌های ضددینی در استودیوهای هالیوودی شد.(ایرنا)
- پارچهٔ شیشه‌ای برای نخستین بار در دنیا در کاشان ساخته شد.(ایرنا)
- دانشمندان روش تازه‌ای برای مبارزه با آلودگی هوا کشف کرده‌اند.(ایرنا)
- فرضیهٔ تازه‌ای برای توضیح الگوی انقراض گونه‌ها بر روی فسیلها (ایرنا)

## ۱ مرداد،۱۳۸۴(شنبه)
برابر با: ۲۳ ژوئیه، ۲۰۰۵
- بهره‌برداری رسمی از فاز نخست طرح توسعه میدان نفتی دارخوین آغاز شد.(ایرنا)
- اسناد معتبر تاریخی «خلیج فارس» در اجلاس بین‌المللی مجارستان تشریح شد.(ایرنا)
- تیم ربات امدادگر دانشگاه خواجه نصیر، مقام دوم مسابقهٔ جهانی ربوکاپ راکسب کرد.(ایرنا)
- تیم ملی فوتبال ایران سه بر صفر مغلوب تیم کوینز پارک رنجرز انگلیس شد.(ایرنا)
- آغاز محاکمهٔ صدام، دیکتاتور سابق عراق (ایرنا)
- شمار تلفات انفجارهای شرم‌الشیخ مصر به  ۸۸نفر رسید.(ایرنا)[پیوند مرده]
- در پی ورود وزیر امور خارجهٔ آمریکا به بیروت یک انفجار پایتخت لبنان را لرزاند.(ایرنا)
- «گوگل» نقشه‌های سطح کرهٔ ماه را نیز در اختیار کاربران قرار می‌دهد.(ایرنا)
- ویروس‌های اینترنتی در آخرین هفته تیر ماه سال ۱۳۸۴ (ایرنا)